# FL Fart
A Fotballaget Fart norvég labdarúgócsapat Hamar Vang városrészében. A klub leginkább női csapatáról ismert, akik 2008-ban és 2012-ben az élvonal tagjai voltak. Hazai meccseiket a Fartbanán rendezik. A norvég válogatott Thorstein Helstad és Kristin Bekkevold egyaránt itt kezdte pályafutását.